# Showtime (pořad)
Showtime (dříve VIP zprávy, následně Top Star) je český zpravodajský televizní pořad televize Prima, vysílaný od roku 2010.

## O pořadu
Pořad je vysílán od 12. července 2010 každý den před 20. hodinou (původně od 19.50, později od 19.55) na TV Prima, od roku 2020 rovněž na CNN Prima News. Nabízí zpravodajství ze světa celebrit, showbyznysu a o životě slavných. Dne 6. září 2015 byl pořad kvůli sloučení redakcí přejmenován na Top Star.
Na pozici moderátorů VIP zpráv a Top Staru se v letech 2010–2020 objevili Mahulena Bočanová, Martina Gavriely, Ivana Gottová, Laďka Něrgešová, Eva Perkausová, Jiří Pomeje, Miroslav Šimůnek, Daniela Šinkorová, Barbora Niničová, Andrea Košťálová, Lucie Špaková a Petr Vágner.
Dne 3. května 2020 byl Top Star spolu se startem zpravodajské stanice CNN Prima News přejmenován na Showtime. Moderátorkami se staly Laďka Něrgešová a Eva Perkausová, která do pořadu přišla z Velkých zpráv.
V říjnu 2020 nahradila Evu Perkausovou, která se vrátila do Hlavních zpráv, moderátorka a zpěvačka Iva Kubelková. V listopadu 2020 se třetí moderátorkou pořadu stala bývalá biatlonistka Gabriela Soukalová, kterou v srpnu 2021 nahradil Immanuel Adenubi. Adenubiho v prosinci 2023 vystřídal Petr Vágner.